# Lajos Hatvany
Dans le nom hongrois Hatvany Lajos, le nom de famille précède le prénom, mais cet article utilise l’ordre habituel en français Lajos Hatvany, où le prénom précède le nom.
Lajos Hatvany ([ˈlɒjoʃ ], [ˈhɒtvɒni]), jusqu'en 1897 Ludwig Deutsch, et jusqu'en 1917 Lajos Hatvany-Deutsch, né le 28 octobre 1880 et mort le 12 janvier 1961 à Budapest, est un écrivain et un critique littéraire hongrois.

## Biographie
Ludwig Deutsch naît dans une famille juive issue de la grande bourgeoisie hongroise. Son père est l’industriel sucrier Sándor Hatvany-Deutsch, lequel fut anobli en 1908 et élevé au titre de baron. Celui-ci acquit pour tenir son rang le domaine et le château de Hatvan et magyarisa son nom de famille d’après sa résidence en Hatvany-Deutsch et finalement, en Hatvany. La collection d'arts de la famille fut conservée avec son frère cadet Ferenc Hatvany jusqu'aux derniers jours de la Seconde Guerre mondiale où elle fut pillée par les Allemands, les Russes et les Hongrois avant d’être confisquée. Amália Moskowitz (la future écrivaine Anna Lesznai) était une cousine.
Lajos Hatvany se convertit en 1908 au catholicisme. Il étudie la philologie à l'Université de Fribourg-en-Brisgau et obtient son doctorat à l'université de Budapest. Il devient ensuite journaliste, écrivain et critique littéraire, reconnu notamment pour son rôle de un mécène de la scène littéraire hongroise. Il est à l’origine de la revue littéraire Nyugat dont Ignotus et Miksa Fenyő prennent la direction. Il publie sur le poète national hongrois Sándor Petőfi et sur son ami, le poète Endre Ady. Sa correspondance est une source importante sur le cadre intellectuel de la Hongrie dans la première moitié du XXe siècle. En 1913, il épouse la sculptrice animalière Christa Winsloe, dont il se sépare en 1922 avant de se remarier en 1924 avec Jolan née en 1900.
En 1918, après la révolution démocratique et bourgeoise, il intègre en tant que démocrate l'Assemblée nationale de Hongrie et participe comme interprète aux négociations d'armistice de Belgrade. Avec le président Mihály Károlyi, il quitte la Hongrie en juillet 1918 quand la République des conseils s’empare du pouvoir. Son ralliement au camp démocratique l'empêche également de revenir rapidement lorsque celui-ci est renversé par l‘amiral Miklós Horthy. Quand il finit par retourner dans son pays en 1927, le gouvernement horthiste l'accuse et le condamne d'ailleurs immédiatement à sept ans de prison et à une forte amende pour avoir outragé la nation hongroise dans des articles. La peine est réduite à 18 mois après des protestations internationales, venant entre autres d’Albert Einstein, de Felix Salten et de Franz Werfel. Hatvany est libéré neuf mois plus tard pour raison de santé.
En 1938, la Hongrie adopte des lois antisémites, qui poussent Hatvany à émigrer une nouvelle fois. De Paris, il passe au Royaume-Uni dont il ne peut revenir qu’en 1947. Il reçoit ensuite une chaire de l'histoire de la littérature à l'université de Budapest, mais, dans la Hongrie stalinienne, il se retire de la vie publique pour se consacrer à une biographie de Petőfi. En 1959, le prix Kossuth lui est attribué et en 1960, il devient membre de l'académie hongroise des sciences.

## Œuvre
Hatvany a écrit des romans, des poésies et des pièces de théâtre. Son ouvrage principal Urak és emberek (1927) montre l'influence de Thomas Manns Buddenbrooks sur lui. Son roman de formation est simultanément une analyse sociale historique de l'émancipation et de l‘assimilation des juifs dans la société hongroise au XIXe siècle, c'est pourquoi, cela on l’a appelé par dérision Judenbrocks. Comme son modèle littéraire ce roman contient des aspects autobiographiques. Hatvany écrivit aussi sous les pseudonymes de Pilvax et d’Agricola.
En 1944 son épouse, Erzsébet Márton Hatvany, restée en 1938 à Budapest, ne put échapper aux griffes d'Eichmann et de ses collaborateurs hongrois que grâce à un passeport de protection donné par Raoul Wallenberg.
La voie Hatvany Lajos utca dans le 3e arrondissement de Budapest est baptisée en son hommage.

### Publications
- Die Wissenschaft des nicht Wissenswerten : ein Kollegienheft, Leipzig : Zeitler, 1908
- Ich und die Bücher (Selbstvorwürfe des Kritikers), 1910
- Die Berühmten : Schauspiel in 3 Akten, München : G. Müller, 1913
- Das verwundete Land, Leipzig : Tal, 1921
- Urak és emberek, Budapest, 1927. Deutsch: Bondy jr., ein Roman. Traduction par l’auteur lui-même. Munich : Drei Masken Verlag, 1929
- Ady: Cikkek, emlékezések, levelek,Budapest, 1959
- Rodion Markovits: Sibirische Garnison. Roman unter Kriegsgefangenen. Traduit du hongrois par Lajos Hatvany, mis au point par Ernst Weiss. Propyläen, Berlin 1930. Imprimé dans la Vossischen Zeitung sous le titre Das Lager am Ussuri.